# Galium fictum
Galium fictum là một loài thực vật có hoa trong họ Thiến thảo. Loài này được E.G.Camus mô tả khoa học đầu tiên năm 1903.